# Георги Чакъров (футболист)
Вижте пояснителната страница за други личности с името Георги Чакъров.
Георги Чакъров е бивш български футболист, централен защитник.
Играл е за Ботев (Пловдив) от 1954 до 1965 г. Има 221 мача и 12 гола в А група, 22 мача с 2 гола в Б група, около 50 официални и приятелски международни срещи и над 100 контролни срещи, 55 срещи и 3 гола за Националната купа. Вицешампион през 1963, бронзов медалист през 1956 и 1960/61 и носител на националната купа през 1962 г. Има 1 мач за А националния отбор (1967 – 1973) и 1 мач за Б националния тим. Участва на СП-1970 в Мексико (в 2 мача). Сребърен медалист от ОИ-1968 в Мексико. Завършва ВИФ „Георги Димитров“. „Майстор на спорта“ от 1969 г. Награден със сребърен орден на труда през 1968 г. В турнира за Купата на националните купи има 6 мача. След прекратяване на състезателната си дейност работи като треньор в отбора и през 1972 г. извоюва Балканската клубна купа.